# هلول (ساوه)
 هلول  روستایی است از توابع بخش مرکزی شهرستان ساوه در استان مرکزی ایران.

## جمعیت
این روستا در دهستان نورعلی بیک قرار دارد و براساس سرشماری مرکز آمار ایران در سال ۱۳۸۵، جمعیت آن ۳۵۶ نفر (۷۵ خانوار) است.